# Consolidated PBY Catalina
El Consolidated PBY Catalina va ser un hidroavió militar dissenyat als Estats Units d'Amèrica per Consolidated Aircraft la dècada de 1930. Va ser un dels hidroavions més utilitzats durant la Segona Guerra Mundial, tant pels Estats Units com per diverses marines dels aliats.

## Cultura popular
En els simuladors de vol existeixen una o més variants del Consolidated PBY Catalina, com el simulador de vol de codi obert FlightGear, així com en el sector comercial.

## Variants

### Variants per la Marina dels Estats Units
| Model  | Període de producció i distincions | Quantitat |
| ------ | --- | --------- |
| PBY-1  | Setembre 1936 a juny de 1937 Model original de producció. | 60        |
| PBY-2  | Maig 1937 a febrer de 1938 Petits canvis a l'estructura de la cua, reforços estructurals. | 50        |
| PBY-3  | Novembre 1936 a agost de 1938 Motors de major potència. | 66        |
| PBY-4  | Maig 1938 a juny de 1939 Motors de major potència, cons a les hèlixs, cobertes bombades de vidre acrílic a les obertures laterals posteriors (alguns models del final de la sèrie). | 32        |
| PBY-5  | Setembre 1940 a juliol de 1943 Motors de major potència (utilitzant combustible de major octanatge), es deixen d'instal·lar cons d'hèlix, metralladores laterals estandarditzades. Durant aquesta sèrie s'introdueixen els tancs de combustible auto-segellants.                                                                       | 684       |
| PBY-5A | Octubre 1941 a gener de 1945 Model amfibi ja que incorpora un tren d'aterratge tipus tricicle i d'accionament hidràulic. S'introdueix una metralladora i artiller de cua, posició de defensa de proa millorada amb una torreta amb 2 metralladores de calibre .30 polzades. També millora el blindatge i els dipòsits auto-segellants. | 802       |
| PBY-6A | Gener 1945 a maig de 1945 Incorpora canvis del PBN-1 Nomad, incloent un estabilitzador vertical més gran, ala reforçada per millora la capacitat de càrrega, nou sistema elèctric, torreta de proa millora i radar ubicat sobre la cabina de vol.                                                                                      | 175       |

## Especificacions (PBY-5A)

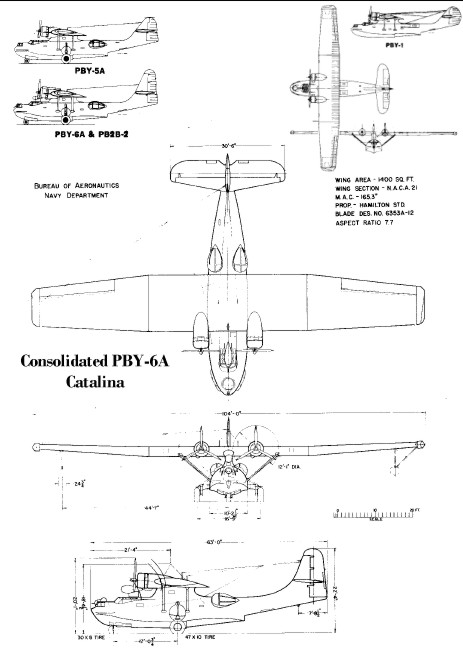
Diagrama amb les projeccions del PBY Catalina.

Dades de Encyclopedia of World Air Power Jane's Fighting Aircraft of World War II Handbook of Erection and Maintenance Instructions for Navy Model PBY-5 and PBY-5A Airplanes. and Quest for Performance
Característiques generals
- Tripulació: 10 — pilot, copilot, navegador, enginyer de vol, operador de ràdio, operador de radar, artiller de proa, 2 artillers laterals, artiller ventral
- Longitud: 19,46 m
- Envergadura: 31,70 m
- Alçada: 6,15 m
- Superfície de l'ala 130 m²
- Pes buit: 9.485 kg
- Pes màxim d'enlairament: 16.066 kg
- Motors: 2×  motor radial Pratt & Whitney R-1830-92 Twin Wasp, 1.200 CV   cada un

 Rendiment 
- Velocitat màxima: 314 km/h
- Velocitat de creuer: 201 km/h
- Abast: 4.030 km
- Sostre de servei: 4.000 m
- Ràtio d'ascens: 5,1 m/s
- Càrrega alar: 123,6 kg/m²
- Potència/pes: 0,056 kW/kg

Armament

2 metralladores M2 de calibre 12,7 mm als muntatges defensius laterals.
3 metralladre M1919 Browning de calibre 7,62 mm, dues en la torreta de proa i una en una portella ventral
Fins a 1.814 kg de bombes, càrregues de profunditat) o torpedes.